# 江油市第二涪江大桥
江油市第二涪江大桥位于四川省绵阳市江油市，是江油市区第二座跨越涪江的桥梁，江油市主干道诗城路和四川省省道302线途经此桥。桥梁总长541米，车道宽度14米，为双向四车道公路桥。涪江二桥在1985年开工建设，并且于1989年建成通车。桥梁限载汽车20吨，拖车100吨。

## 大事记
- 1985年，涪江第二大桥动工。
- 1989年，涪江第二大桥完工通车，竣工时为江油市横跨涪江的最大桥梁，也是江油市最大的城市桥梁。
- 1991年至2005年，该桥采用两端设置收费站收费制度以偿还债务。[2]
- 2008年，桥梁在汶川大地震中受到一定程度的破坏，大桥的维修加固工作在2009年进行。[3]

## 结构
江油市涪江第二大桥长541米，其中主桥长度265米，东引桥长174米，西引桥长102米。桥梁结构为混凝土空心连续多跨拱桥，共16孔，其中主桥有箱型拱5孔，每孔跨度45米；东西引桥共计11孔，每孔净跨22米。桥面车道宽14米，两旁人行道各自宽度为3米。桥梁荷载为汽车20吨、拖车100吨。桥梁防洪能力为流量每秒8800立方米。

## 周边
大桥东侧建设有为纪念河南省对江油市在汶川地震后恢复重建的对口支援的纪念公园“豫江友谊园”和纪念雕塑“豫江情赞”。